# Cacia rosacea
Cacia rosacea är en skalbaggsart som beskrevs av Heller 1923. Cacia rosacea ingår i släktet Cacia och familjen långhorningar.
Artens utbredningsområde är Filippinerna. Inga underarter finns listade.